# Aunay-sous-Auneau
Aunay-sous-Auneau är en kommun i departementet Eure-et-Loir i regionen Centre-Val de Loire i norra Frankrike. Kommunen ligger i kantonen Auneau som tillhör arrondissementet Chartres. År 2022 hade Aunay-sous-Auneau 1 511 invånare.

## Befolkningsutveckling
Antalet invånare i kommunen Aunay-sous-Auneau
Referens:INSEE